# Lauralee Bell

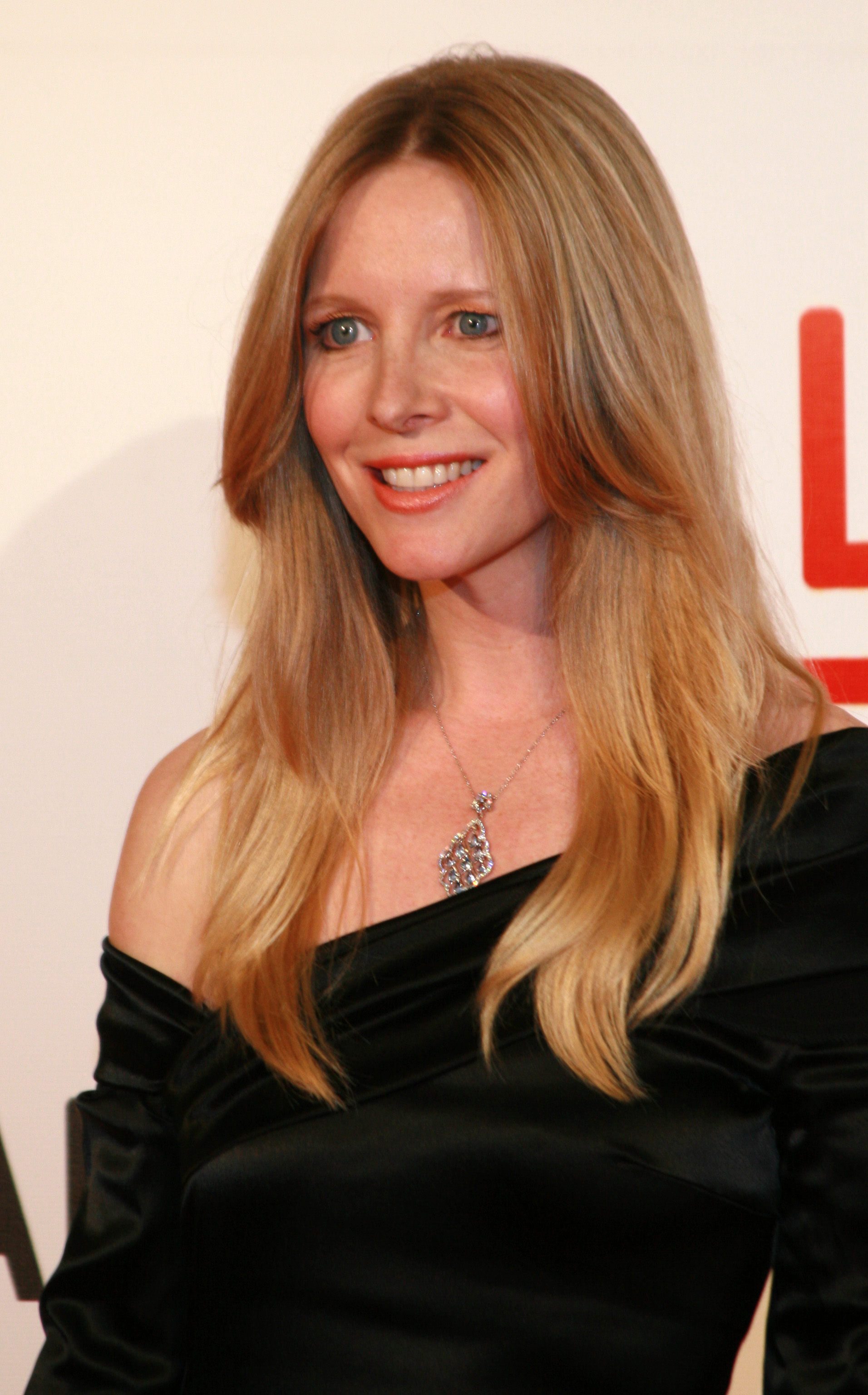
Lauralee Bell 2008 in Los Angeles

Lauralee Kristen Bell (* 22. Dezember 1968 in Chicago, Illinois) ist eine US-amerikanische Schauspielerin.

## Leben
Bell kam am 22. Dezember 1968 in Chicago als drittes Kind der Seifenoper-Macher William J. Bell und Lee Phillip Bell zur Welt. Sie besuchte dort die Latin School, wo sie auch ihren späteren Ehemann kennenlernte.
Sie wurde als Schauspielerin in der Seifenoper Schatten der Leidenschaft bekannt, in der sie zwischen 1985 und 2006 in der Rolle der Christine Blair zu sehen war. 1999 gewann sie den Soap Opera Award als Outstanding Supporting Actress. Sie spielte 2007 in einem Serien-Crossover die Christine Blair auch in vier Folgen von Reich und schön. Daneben hatte sie weitere einzelne Nebenrollen in anderen Fernsehserien und Filmen.
Sie ist seit 1997 mit Scott Martin verheiratet und Mutter von zwei Kindern.

## Filmografie
- seit 1985: Schatten der Leidenschaft (The Young and the Restless, Fernsehserie)
- 1994: Diagnose: Mord (Diagnosis Murder, Fernsehserie, eine Folge)
- 1998: Walker, Texas Ranger (Fernsehserie, eine Folge)
- 1999: Pacific Blue – Die Strandpolizei (Pacific Blue, Fernsehserie, eine Folge)
- 2005: Carpool Guy
- 2006: Past Sins (Fernsehfilm)
- 2006: CSI: Miami (Fernsehserie, eine Folge)
- 2007: Reich und schön (The Bold And The Beautiful, Fernsehserie, vier Folgen)
- 2009: Family Dinner (Kurzfilm)
- 2012: Easy Rider: The Ride Back
- 2012: Castle (Fernsehserie, eine Folge)
- 2013: mI promise (Kurzfilm)